# Мбур
Мбур (на френски: Mbour; на волоф: Mbour) е град в Сенегал в региона на област Тиес. Намира се до градовете Сали и Маликоинда.
Населението на Мбур е около 234 000 души. Основните индустрии в града са туризмът, риболовът и преработката на фъстъци. Мбур е туристическа дестинация. Разположен е на „Малкия бряг“ и свързан с Дакар по пътя N1. Мбур е родният град на Вивеан Н'Дор (певица), Ибрахима Ниане (футболист, сега играе за ФК Мец), Уоисои Диане (политик). В селището има и два футболни отбора – „Стеид Мбур“ и „Мбур Пти Кот“, които играят в Първа лига на Сенегал.
Списък на населението-
Населението на Мбур нарасва всяка година. Само за десет години то е нараснало с 80 330души (2002-2012г). Което значи че населението нарасва с около 8 033души годишно.
| год  | 1976   | 1988   | 1997    | 2002    | 2012    |
| ---- | ------ | ------ | ------- | ------- | ------- |
| нес. | 37 663 | 76 751 | 109 317 | 153 503 | 233 883 |

1. ↑  www.citypopulation.de